# 石川県立鶴来高等学校
石川県立鶴来高等学校（いしかわけんりつ つるぎこうとうがっこう、英: Ishikawa Prefectural Tsurugi High School）は、石川県白山市月橋町にある公立の高等学校。

## 概要
白山麓の玄関口で、加賀国一宮の白山比咩神社のある旧・鶴来町内にある高校。スポーツ科学コースを有し、スキー部・陸上部・ラグビー部や柔道部など優秀な成績を残す部活動が多く、スポーツの盛んな高校である。通称は「鶴高（つるこう）」や「鶴来（つるぎ）」。

## 設置学科
- 普通科
  - スポーツ科学コース

※スポーツ科学コースは理論・実技などスポーツ全般について専門的に学習し、各自が専攻する種目（スキー・アルペン、スキー・クロスカントリー、陸上、柔道、ラグビー、野球、女子バレーボール）の競技力向上をめざす。
※スポーツ科学コースを除く普通科は2年次から特別進学文理コース（文系・理系） 、文系コース、ビジネスコース に分かれる。

## 沿革

### 経緯
戦時中に鶴来町による町立高等女学校として設立。学制改革で近隣の13ヶ村との組合立高校となり、後に石川県立へと移行する。創立50周年となる1993年（平成5年）に現校地に移転する（旧校地は現・石川県ふれあい昆虫館）。

### 年表
- 1943年（昭和18年）4月 - 文部省より鶴来町立高等女学校（２年制）の設置を許可され、鶴来小学校の一部を仮校舎として発足。
- 1946年（昭和21年）4月 - 3年制高等女学校となる。
- 1948年（昭和23年）
  - 4月 - 学制改革により、元鶴来町外13カ村組合立鶴来高等学校として認可される。
  - 6月 - 白山公民館を仮校舎として組合立鶴来高等学校開校記念式。
- 1951年（昭和26年）8月 - 独立校舎新築落成。
- 1952年（昭和27年）
  - 4月 - 石川県立鶴来高等学校となる。開校記念式。
  - 12月 - 6教室増築竣工。
- 1960年（昭和35年）7月 - 体育館竣工。
- 1963年（昭和38年）1月 - 本館増改築竣工。
- 1964年（昭和39年）5月 - 本館特別教室3室増築竣工。
- 1966年（昭和41年）4月 - 商業科を設置。
- 1967年（昭和42年）
  - 8月 - 50m公認プール竣工。
  - 10月 - 運動場拡張・整地工事完了。
- 1969年（昭和44年）
  - 8月 - 新校舎新築工事起工式。
  - 12月 - ボイラー竣工式。
- 1970年（昭和45年）4月 - 新校舎第1期工事竣工。
- 1971年（昭和46年）
  - 3月 - 新校舎第2期工事竣工。
  - 9月 - 新校舎第3期工事竣工。
- 1973年（昭和48年）
  - 5月 - 第2体育館竣工。
  - 11月 - 校舎改築落成式。
- 1975年（昭和50年）
  - 3月 - 創立30周年記念食堂竣工。
  - 6月 - 特別教室増築工事竣工。
  - 10月 - 教室棟改築工事竣工。
- 1977年（昭和52年）3月 - 電子計算機導入。
- 1980年（昭和55年）3月 - 新体育館ステージ増築竣工。
- 1982年（昭和57年）10月 - 第1体育館改築竣工。
- 1988年（昭和63年）
  - 4月 - 運動場暗渠排水工事完了。
  - 11月 - 部室増築。
- 1991年（平成3年）10月 - 新校舎移転改築工事起工式。（現校地に移転）
- 1992年（平成4年）12月 - 新校舎竣工。
- 1993年（平成5年）10月 - 新校舎落成。
- 1994年（平成6年）4月 - コース制普通高校に改編（スポーツ科学コース新設）。商業科募集停止。
- 1995年（平成7年）10月 - 海外（韓国）修学旅行実施。
- 1996年（平成8年）3月 - 商業科閉科。
- 2002年（平成14年）4月 - 普通コースに系・科目選択方式導入。
- 2005年（平成17年）
  - 4月 - 普通コース教育課程改編。
  - 8月 - 顕彰碑設置。
- 2011年（平成23年）3月 - 柔道場改修工事完了。
- 2014年（平成26年）3月 - 第1体育館屋根改修。
- 2016年（平成28年）7月 - 教室棟空調設備設置。
- 2020年（令和2年）
  - 3月 - 特別教室空調設備設置。
  - 10月 - 第2体育館屋根改修。
- 2024年（令和6年）1月1日 - 令和6年能登半島地震の揺れで、外壁にひび割れなどが生じる被害を受ける[1]。

## 校歌・応援歌

### 校歌
- 作詞：藤田福夫、作曲：今井松雄

### 応援歌
- 作詞・作曲：山本松雄

### 伝統歌
- 「学生歌」 作詞：松村茂、作曲：大原善衛
- 「舟岡古調」 作詞：東孝朔、作曲：今井松雄

## 生徒会活動・部活動など

### 運動部
★印のあるものは、スポーツ科学コースの「強化部」となっているが、普通コースの生徒も入部することができる。
- 柔道部★
- 弓道部
- 野球部★
- 陸上部★
- 卓球部
- バレーボール部（女子）★
- ラグビー部
- スキー部（アルペン・クロスカントリー）★
- バドミントン部（男・女）
- バスケットボール部（男・女）
- テニス部
- ソフトボール部（男・女）

### 文化部
- 吹奏楽部
- :県内高校で唯一のジャズバンド編成。『ニュー・クレイン・オーケストラ』の名で、モントレー・ジャズフェスティバル・イン・能登（七尾市）にも出演するなど活躍している。
- 合唱部
- 演劇部
- 茶道部
- 商業部
- 美術部
- 書道部
- 華道部
- 和太鼓部
- ジャズバンド部
- 英語同好会
- 家庭同好会
- 地域探求会

## 所在地
〒920-2104 石川県白山市月橋町710

## アクセス
- 北陸鉄道石川線鶴来駅
- 北鉄白山バス「鶴来駅」停留所 徒歩約10分[2]。

## 著名な関係者
- 森下純平 - 柔道家
- 小寺将史 - 柔道家
- 上田聖 - ラグビー選手
- 酒井亮八 - ラグビー選手
- 坂口拓 - アクションコーディネーター、俳優、映画監督、YouTuber、忍者
- 上野蓮華 - 石川県初の女性俥夫